# نیترازپات
نیترازپات (انگلیسی: Nitrazepate) دارویی از مشتقات بنزودیازپین است و دارای خواص ضد اضطراب است. معمولاً به صورت نمک پتاسیم، نیترازپات پتاسیم تولید می‌شود.